# Fan service
Fan service je izraz koji se koristi za anime i manga ostvarenja, koja sadrže detalje, koji su posve nepotrebni za prikaz radnje i likova.
Fan service u svom užem smislu označava materijal, kojemu je svrha zabaviti ili uzbuditi publiku svojim eksplicitnim ili implicitnim sadržajem seksualne prirode. Kada takav sadržaj odgovara zapletu i likovima izraz se obično ne koristi, osim u slučajevima kada su količine takvih sadržaja neuobičajene.
Kada američke tvrtke prevode anime ili mangu na engleski, originalni uradak se često mijenja kako bi se uklonilo nešto od fan servisa i na taj ga se način učinilo prikladnijim za publiku.
Neki vjeruju da rasprostranjenost fan servisa ukazuje na nedostatak zrelosti među nekim skupinama obožavatelja.